# Salavre
Salavre är en kommun i departementet Ain i regionen Auvergne-Rhône-Alpes i östra Frankrike. Kommunen ligger  i kantonen Coligny som ligger i arrondissementet Bourg-en-Bresse. Kommunens areal är 7,77 km². År 2022 hade Salavre 295 invånare.

## Befolkningsutveckling
Antalet invånare i kommunen Salavre
Referens: INSEE